# The Rembrandts
The Rembrandts sind eine US-amerikanische Rockband.

## Biografie
Das Duo besteht aus Danny Wilde (* als Danny Thomas am 3. Juni 1956 in Maine, USA) und Phil Solem (* 1. Juli 1956 in Duluth, Minnesota), die seit Mitte der 1970er Jahre zusammen Musik machten. Von 1981 bis 1989 waren sie Mitglieder der Band Great Buildings. Im Jahr 1989 entschlossen sie sich, ein eigenes Projekt auf die Beine zu stellen, und entschieden sich für den Namen The Rembrandts, weil dieser Name „gut klingt“. Ihr erster Erfolg war die Single Just the Way It Is, Baby, 1991 ein Top-20-Hit in Deutschland, Österreich und den USA. Ihr bekanntestes Lied ist allerdings I’ll Be There for You, die Titelmusik der Sitcom Friends von 1994, der 1995 den 3. Platz der britischen Charts belegte und es auch in den USA unter die Top 20 schaffte. Nach zwei weiteren Alben kam es 1997 zur vorläufigen Trennung des Duos.
Solem kehrte nach Minneapolis zurück, um sich auf seine Band Thrush zu konzentrieren, Wilde machte alleine unter dem Bandnamen Danny Wilde & the Rembrandts weiter und veröffentlichte 1998 das Album Spin This. Da er jedoch ebenso wie Solem keine Erfolge erzielen konnte, kam es 2001 zu einer Wiedervereinigung und der Rückmeldung mit dem Album Lost Together.

## Diskografie

### Studioalben
| Jahr | Titel          | Höchstplatzierung, Gesamtwochen, AuszeichnungChartplatzierungen (Jahr, Titel, Platzierungen, Wochen, Auszeichnungen, Anmerkungen) | Höchstplatzierung, Gesamtwochen, AuszeichnungChartplatzierungen (Jahr, Titel, Platzierungen, Wochen, Auszeichnungen, Anmerkungen) | Höchstplatzierung, Gesamtwochen, AuszeichnungChartplatzierungen (Jahr, Titel, Platzierungen, Wochen, Auszeichnungen, Anmerkungen) | Höchstplatzierung, Gesamtwochen, AuszeichnungChartplatzierungen (Jahr, Titel, Platzierungen, Wochen, Auszeichnungen, Anmerkungen) | Anmerkungen                                                                        |
| Jahr | Titel          | DE | AT | UK | US | Anmerkungen                                                                        |
| ---- | -------------- | --- | --- | --- | --- | ---------------------------------------------------------------------------------- |
| 1991 | The Rembrandts | DE12 (20 Wo.)DE | AT23 (11 Wo.)AT | — | US88 (24 Wo.)US | Erstveröffentlichung: 4. September 1990 Produzenten: Danny Wilde, Phil Solem       |
| 1995 | LP             | — | — | UK14 (6 Wo.)UK | US23 Platin · (21 Wo.)US | Erstveröffentlichung: 23. Mai 1995 Produzenten: Don Smith, Danny Wilde, Phil Solem |

Weitere Studioalben
- 1992: Untitled
- 1998: Spin This (Danny Wilde & the Rembrandts)
- 2001: Lost Together
- 2019: Via Satellite

### Kompilationen
- 2005: Choice Picks
- 2006: Greatest Hits

### Singles
| Jahr | Titel Album                             | Höchstplatzierung, Gesamtwochen, AuszeichnungChartplatzierungen (Jahr, Titel, Album, Platzierungen, Wochen, Auszeichnungen, Anmerkungen) | Höchstplatzierung, Gesamtwochen, AuszeichnungChartplatzierungen (Jahr, Titel, Album, Platzierungen, Wochen, Auszeichnungen, Anmerkungen) | Höchstplatzierung, Gesamtwochen, AuszeichnungChartplatzierungen (Jahr, Titel, Album, Platzierungen, Wochen, Auszeichnungen, Anmerkungen) | Höchstplatzierung, Gesamtwochen, AuszeichnungChartplatzierungen (Jahr, Titel, Album, Platzierungen, Wochen, Auszeichnungen, Anmerkungen) | Anmerkungen                                                                 | [↑]: gemeinsam behandelt mit vorhergehendem Eintrag; [←]: in beiden Charts platziert |
| Jahr | Titel Album                             | DE | AT | UK | US | Anmerkungen                                                                 |                                                                                      |
| ---- | --------------------------------------- | --- | --- | --- | --- | --------------------------------------------------------------------------- | ------------------------------------------------------------------------------------ |
| 1991 | Just the Way It Is, Baby The Rembrandts | DE6 (27 Wo.)DE | AT9 (12 Wo.)AT | — | US14 (19 Wo.)US | Erstveröffentlichung: 5. Dezember 1990                                      |                                                                                      |
| 1991 | Someone The Rembrandts                  | DE45 (11 Wo.)DE | — | — | US78 (10 Wo.)US | Erstveröffentlichung: 17. Mai 1991                                          |                                                                                      |
| 1991 | Save Me The Rembrandts                  | DE64 (5 Wo.)DE | — | — | — | Erstveröffentlichung: 1. Oktober 1991                                       |                                                                                      |
| 1992 | Johnny Have You Seen Her? Untitled      | DE53 (14 Wo.)DE | — | — | US54 (8 Wo.)US | Erstveröffentlichung: September 1992                                        |                                                                                      |
| 1995 | I’ll Be There for You LP                | DE77 (11 Wo.)DE | — | UK3 Platin · (28 Wo.)UK | US17 (20 Wo.)US | Erstveröffentlichung: 1. Mai 1995 Titellied der Sitcom Friends              |                                                                                      |
| 1995 | This House Is Not a Home LP             | — | — | UK58 (2 Wo.)UK[US: ↑] | US17 (20 Wo.)US | Erstveröffentlichung (UK): Januar 1996 US-B-Seite von I’ll Be There for You |                                                                                      |

Weitere Singles
- 1992: Maybe Tomorrow
- 1993: Waiting to Be Opened
- 1995: Four Masterworks (EP, Promo)
- 1995: Don’t Hide Your Love
- 1998: Long Walk Back (Danny Wilde & the Rembrandts)
- 2003: St. Paul (Promo)
- 2005: Rhino Hi-Five: The Rembrandts (EP)

## Auszeichnungen für Musikverkäufe
| Platin-Schallplatte - Australien - 1996: für die Single I’ll Be There for You - Norwegen - 1997: für die Single I’ll Be There for You |

Anmerkung: Auszeichnungen in Ländern aus den Charttabellen bzw. Chartboxen sind in ebendiesen zu finden.
| Land/RegionAuszeichnungen für Musikverkäufe (Land/Region, Auszeichnungen, Verkäufe, Quellen) | Gold | Platin     | Verkäufe  | Quellen     |
| -------------------------------------------------------------------------------------------- | ---- | ---------- | --------- | ----------- |
| Australien (ARIA)                                                                            | —    | Platin1    | 70.000    | aria.com.au |
| Norwegen (IFPI)                                                                              | —    | Platin1    | 20.000    | ifpi.no     |
| Vereinigte Staaten (RIAA)                                                                    | —    | Platin1    | 1.000.000 | riaa.com    |
| Vereinigtes Königreich (BPI)                                                                 | —    | Platin1    | 600.000   | bpi.co.uk   |
| Insgesamt                                                                                    | —    | 4× Platin4 |           |             |